# Ardamica Zorán
Ardamica Zorán (művészneve: Jiran Morrica, Füleki Hajnalka) (Losonc, 1970. november 4. –) szlovákiai magyar író, költő, zenész, szerkesztő, műfordító, műkritikus. 

## Életpályája
Szülei: Ardamica Ferenc (1941–) és Lipcsei Gabriella. 1986 óta publikál. 1989-ben érettségizett a Füleki Gimnáziumban. 1989–1993 között a Nyitrai Egyetem Humán Tudományok Karának magyar-zene szakos hallgatója volt. 
1990–1992 között valamint 1994–2006 között önkormányzati képviselő volt. 1993-ban magiszteri fokozatot szerzett. 1994–2002 között a losonci Kármán József Magyar Tanítási Nyelvű Általános Iskola tanára és igazgató-helyettese. 
1996-ban megalapította a Plectrum könyvkiadót. 1996–2001 között A Romlás Virágai zenekar vezetője. 1998–2000 között a pozsonyi Szabad Újság munkatársa. 2001–2005 között a Kármán József Egylet alapítója, majd elnöke volt. 
2002-ben a Szlovák Televízió magyar adásának külső munkatársaként dolgozott. 2002-től a Szlovákiai Magyar Írók Társaságának tagja (2002–2009 között választmányi tag, 2019-ben kilépett). 2002–2007 között a besztercebányai Bél Mátyás Egyetem Filológiai Karának Hungarisztika tanszékén adjunktus volt. 2004 óta a Patrióta könyvek szerkesztője. 2005-ben a Carisma Tv külsőse volt. Még ugyanebben az évben tagja lett az Erdélyi Magyar Írók Ligájának. 2007 óta a Bilingvis könyvsorozatok szerkesztője. 
2007 óta a besztercebányai Bél Mátyás Egyetem Humán Tudományok Karának Hungarisztika tanszékén volt adjunktus, ugyanazon egyetem Pedagógiai Karán óraadó 2015-ig. 2007-től a Paraméter hírportál külsőse, ma főmunkatársa. PhDr. címét 2005-ben Besztercebányán, Ph.D. fokozatát 2008-ban a Debreceni Egyetemen védte meg. 2016 februárjától a füleki Művészeti Alapiskola igazgatóhelyettese, 2016 márciusától igazgatója. 2022 februárjától a Füleki Városi Hivatal kulturális, oktatásügyi és sport osztályának vezetője volt. 2024 áprilisától a füleki Mocsáry Lajos Alapiskola pedagógusa. 
2006-tól tagja a Magyar Szemiotikai Társaságnak. Továbbá tagja a Szlovák Újságírók Szindikátusának (SSN), a SOZA-nak (Szlovák Szerzői Jogvédő Szövetség), az OZIS-nak (Szlovákiai Előadóművészek Jogvédő Szövetsége) 2011-től a Miskolci Egyetem Metainformációs Kutatócsoportjának volt tagja.
Kutatási területe a modern és posztmodern magyar irodalom, szlovákiai magyar irodalom, a fordítás és műfordítás elmélete és gyakorlata, underground, művészeti ágak közötti kapcsolatok, kultúraolvasás.

## Magánélete
1993-ban házasságot kötött Krojer Andreával. Két lányuk született; Enikő (1996) és Júlia (2001).

## Művei

### Önálló kötetek
- Moslékrondó (Versek) Losonc, 1998, Plectrum
- Egyétek. Reflexiók, reakciók, különvélemények; AB-art, Pozsony, 2004
- Heterotexxxtualitás (Versek) Dunaszerdahely, 2005, Nap
- Diszharmónia harcmezején (Esszék, tanulmányok) Pozsony, 2007, AB-ART
- Szellemi rezervátumok (Publicisztikai írások, esszék) Dunaszerdahely, 2008, Nap
- Perspektívaváltás a szlovákiai magyar irodalomban (Monográfia) Pozsony, 2008, AB-ART
- Műfordítás-elméleti ismeretek (Egyetemi jegyzet) Besztercebánya, 2011, Bél Mátyás Tudományegyetem
- Egyirányú zsákutca (Különvélemények 2008–2011) Dunaszerdahely, 2011, Nap
- Fejezetek a műfordítás elméletéből (Monográfia) Dunaszerdahely, 2012, Nap
- Bőre kétezer (Versek) Dunaszerdahely, 2013, Nap
- Örökországi és más történetek. Abszurdiádák (Próza) Dunaszerdahely, 2014, Media Nova M
- Kultúraolvasás (Tanulmányok) Dunaszerdahely, 2015, Media Nova M. – a Nap Kiadó – Dunaszerdahely közreműködésével
- Barbárrá hülyülés (Publicisztikai írások 2011–2013). Dunaszerdahely, 2016, Media Nova M. – a Nap Kiadó – Dunaszerdahely közreműködésével
- Barbárrá hülyülés 2.0, avagy határok és keselyűk. Publicisztikai írások 2014–2015. Dunaszerdahely, 2018, Nap Kiadó
- Belülről csupa vér (Versek) Dunaszerdahely, 2019, Nap Kiadó
- Bármi mint (Versek) Dunaszerdahely, 2023, Nap Kiadó

### Magyarul
- 1. Kapufa a Parnasszuson. Antológia. Pozsony, 1993, Madách
  2. Menedékjog 1995. Antológia. Budapest, 1995, Littera Nova
  3. Rövid ismertető iskolánkról. Losonc, 1998, Plectrum (szerkesztőként és társszerzőként is)
  4. Vámbéry Antológia 2001. Dunaszerdahely, 2001, Lilium Aurum
  5. Vámbéry Antológia 2002. Dunaszerdahely, 2002, Lilium Aurum
  6. Vámbéry Antológia 2004. Dunaszerdahely, 2003, Lilium Aurum
  7. Zsé arca – Szlovákiai magyar szép versek 2004. Dunaszerdahely – Pozsony, 2004, Lilium Aurum – SZMÍT
  8. Magángaléria. Esszéantológia. Dunaszerdahely, 2004, Lilium Aurum
  9. Én ámulok, hogy elmulok. Antológia. Dunaszerdahely, 2005, Lilium Aurum
  10. A bámész civil – Szlovákiai magyar szép versek 2005.Dunaszerdahely – Pozsony, 2005, Lilium Aurum – SZMÍT
  11. Nyelvi és irodalmi kölcsönhatások az integráció folyamatában. Besztercebánya, 2005, Bél Mátyás Tudományegyetem
  12. Vámbéry Antológia 2005. Dunaszerdahely, 2005, Lilium Aurum
  13. Vámbéry Antológia 2006. Dunaszerdahely, 2006, Lilium Aurum
  14. Szlovákiai magyar szép versek 2006.Pozsony, 2006, Szlovákiai Magyar Írók Társasága
  15. Szlovákiai magyar szép próza 2006.Pozsony, 2006, Szlovákiai Magyar Írók Társasága
  16. Kontextus – Filológia – Kultúra. Besztercebánya – Eger, 2006, Bél Mátyás Tudományegyetem – EKTF
  17. Szemiotika és tipológia. A komplex jelek kutatása. Eger, 2007, Magyar Szemiotikai Társaság–Líceum Kiadó
  18. Kommunikáció és szövegkutatás. Tanulmányok a gazdaság- és társadalomtudományok köréből. Eger, 2007, EKF Líceum Kiadó
  19. Vámbéry Antológia 2008. Dunaszerdahely, 2008, Lilium Aurum
  20. Szlovákiai magyar szépirodalom 2008. Pozsony, 2008, Szlovákiai Magyar Írók Társasága
  21. Az abdukció. Budapest–Eger, 2008, Magyar Szemiotikai Társaság–Líceum Kiadó
  22. Kontextus – Filológia – Kultúra II. Besztercebánya, 2008, Bél Mátyás Tudományegyetem, Humán Tudományok Kara, Hungarisztika Tanszék
  23. Vámbéry Antológia 2009. Dunaszerdahely, 2009, Lilium Aurum
  24. Szlovákiai magyar szépirodalom 2009. Pozsony, 2009, Szlovákiai Magyar Írók Társasága
  25. Az interkulturális kommunikáció nyelvi aspektusai közép-európai közegben. Besztercebánya, 2009, Bél Mátyás Tudományegyetem
  26. A Cs-tartomány – pro és kontra. Cselényi László költészete kritikák és értékelések tükrében. Pozsony, 2009, Madách-Posonium
  27. Szeberényi Zoltán: A hűség ára (előszó). Pozsony, 2009, Madách-Posonium
  28. Szlovákiai magyar szépirodalom 2010. Pozsony, 2010, Szlovákiai Magyar Írók Társasága
  29. Kedves filmem. Dunaszerdahely, 2010, Lilium Aurum
  30. Szlovákiai magyar szépirodalom 2011. Pozsony, 2011, Szlovákiai Magyar Írók Társasága
  31. Multikulturalizmus. Elmélet és Gyakorlat. Besztercebánya, 2011, Bél Mátyás Tudományegyetem, Humán Tudományok Kara, Hungarisztika Tanszék
  32. Hagyománytör(tén)és. Vita a „szlovákiai magyar” líra értelmezhetőségéről. Pozsony, 2011, Szlovákiai Magyar Írók Társasága
  33. Szeberényi-album. Nyitra, 2011, Arany A. László Polgári Társulás
  34. Szlovákiai magyar szépirodalom 2012. Pozsony, 2012, Szlovákiai Magyar Írók Társasága
  35. A multikulturalizmus Közép-Európában. Besztercebánya, 2012, Bél Mátyás Tudományegyetem, Humán Tudományok Kara, Hungarisztika Tanszék
  36. Irodalom Nyitrán, Nyitra az irodalomban. Nyitra, 2012, Nyitra Megyei Művelődési Központ
  37. Szlovákiai magyar szépirodalom 2013. Pozsony, 2013, Szlovákiai Magyar Írók Társasága
  38. Emlékezet: ünnep – fesztivál. Semiotica Agriensis 9., Budapest, 2013, Magyar Szemiotikai Társaság
  39. Mentés másként (Műfordítás és irodalmi kapcsolatok) – Uchovávanie literárnych diel (Literárny preklad a literárne odkazy). Hn., 2013, AB-ART
  40. Szekrényessy Attila: História Prešova v obrázkoch – Eperjes története képekben (Utószó magyarul és szlovákul: Tükrök, Zrkadlá). Dunaszerdahely – Budapest, 2013, Lilium Aurum
  41. Az identitás metamorfózisa irodalomban és nyelvben I. – Metamorfóza identity v literatúre a jazyku I. Besztercebánya, 2013, Belianum
  42. Szlovákiai magyar szépirodalom 2014. Pozsony, 2014, Szlovákiai Magyar Írók Társasága
  43. Száraz Pál: Szárda szőnyege (Utószó) H.n. 2014, AB-ART
  44. Az identitás metamorfózisa irodalomban és nyelvben II. – Metamorfóza identity v literatúre a jazyku II. Besztercebánya, 2014, Belianum
  45. Álnév és maszk az irodalomban – Pseudonymy a masky v literatúre. Besztercebánya, 2014, Belianum
  46. Szlovákiai magyar szépirodalom 2015. Pozsony, 2015, Szlovákiai Magyar Írók Társasága
  47. Az irodalmi álnév és maszk értelmezésének elmélete / Teória interpretácie literárnej masky a pseudonymu. Besztercebánya, 2015, Belianum
  48. Szlovákiai magyar szép irodalom 2017. Dunaszerdahely, 2017, Szlovákiai Magyar Írók Társasága
  49. Személyesség és interszubjektivitás. Tanulmányok Hizsnyai Zoltán 60. születésnapjára. Szerk.: Csanda Gábor – H. Nagy Péter. Dunaszerdahely, 2019, Szlovákiai Magyar Írók Társasága
  50. Szlovákiai magyar szép irodalom 2020. Dunaszerdahely, 2020, Szlovákiai Magyar Írók Társasága
  51. „Sejtjeimbe vackolódó föld”.     Antológia a határainkon túli magyar irodalomról, nyelvről, kultúráról. Szerk.: Fűzfa Balázs–Süth     Gabriella–Sárközi Balázs. Szombathely, 2021, Savaria University Press
  52. MI 200. Pozsony, 2023, Madách Egyesület

### Szlovákul
1. Ferenc Ardamica: Matkini nápadníci (Doslov [utószó]). Losonc, 2001, Plectrum
2. Preklad a tlmočenie 6. Besztercebánya, 2004, Bél Mátyás Tudományegyetem Filológiai Kara
3. Szekrényessy Attila: História Prešova v obrázkoch – Eperjes története képekben (Utószó szlovákul: Zrkadlá). Dunaszerdahely – Budapest, 2013, Lilium Aurum
4. Tahy 2013. Pardubice, 2013, Nakladatelství Pavel Mervart

## Műfordítások
1. Jaroslav Badinka: Lučenec/ Losonc 1997–2003. Zólyom, 2003, FOTO Badinka (másokkal)
2. Dezső Monoszlóy: Balada šľaktrafených. (Gutaütöttek balladája) Pozsony, 2003, AB-ART
3. Kurt Rieder: Esá Tretej ríše. (A III. Birodalom ászai) Dunaszerdahely, 2005, Talamon
4. Balázs F. Attila: Casanova átváltozásai – Premeny Casanovu. (kétnyelvű kiadvány) Losonc, 2007, Plectrum
5. Antológia súčasnej rumunskej lyriky. (A kortárs román líra antológiája) Pozsony–Vlahita, 2007, AB-ART (másokkal)
6. Böröndy Lajos: A Bárány vére. Feketeerdő, 2008, BmegB (másokkal)
7. Trianon. Trianon a bontón – Trianon és bon ton. – The Trianon Treaty Manners. Vyšehradské zápisníky –Visegrádi füzetek – Visegrad Discussion Papers. Pozsony, 2009, Palisády-Védcölöp Alapítvány (másokkal)
8. Existuje ideálny daňový systém? – Létezik ideális adórendszer? – Is there an ideal tax system? Vyšehradské zápisníky –Visegrádi füzetek – Visegrad Discussion Papers. Pozsony, 2009, Palisády-Védcölöp Alapítvány (másokkal)
9. Štát a cirkev. Slobodná cirkev v slobodnom štáte? – Állam és egyház. Szabad egyház a szabad országban? –State AndChurch. Free Church in a Free Country? Vyšehradské zápisníky –Visegrádi füzetek – Visegrad Discussion Papers. Pozsony, 2009, Palisády-Védcölöp Alapítvány (másokkal)
10. Maros Edit: Alica v Krajine zázrakov (Alice Csodaországban) Budapest, 2010, TotHál Könyvkiadó
11. Maros Edit: Čarodejník z krajiny Oz (Oz, a nagy varázsló) Budapest, 2010, TotHál Könyvkiadó
12. Klára Kubičková a kol.: Po stopách architekta L.E. Hudeca – L. E. Hudec építész nyomában – In the Footsteps of the Architect L.E. Hudec. Beszetrcebánya, 2013, C.A.L.E.H. n.o. (másokkal)
13. Esterházy Jánosról a közép-európai dialógus jegyében – O Jánosovi Esterházym v duchu stredoeurópskeho dialógu. Nyitra, 2016, Živé Podzoborie – Élő Zoboralja – Living Zobor Region (másokkal)
14. Viktória Herencsár: Svet cimbalu (Cimbalomvilág) Besztercebánya, 2019, Slovenská cimbalová asociácia
15. Pál Száraz: Drahokamy šacha (A sah drágakövei) Dunaszerdahely, Nap Kiadó – kiadása folyamatban
16. Jónásová Anna     a kol.: Sila tlačeného slova. Zborník textov o živote a diele Petra Bornemiszu. K 450.     výročiu jeho tlačiarne v Šintave. Besztercebánya, 2023, Signis. (másokkal)

## Zene

### Dalszöveg
- dalszövegek a Kármán Színháznak B. Pomerance: Az elefántember c. darabjához
- dalszövegek A Romlás Virágai, a Jutott Neki és a Delirium Tremens zenekaroknak

### Zene
1. Jutott Neki: Láma Dalai. MC, 1993, Czech Republik, Self-Released (szövegíró)
2. A Romlás Virágai: Fúzió. MC. Losonc, 1996, Plectrum. (zeneszerző, szövegíró, hangszerelő, előadó)
3. színpadi zene George Tabori: Goldberg-variációk c. darabjához. (Bemutató: Kármán Színház, Losonc, 2001)
4. Lukanényei Citerazenekar: Játsszunk szívből! CD. Losonc, 2006, Plectrum (zenei rendező)
5. Kelemen Trió: Szülőföld. CD. Fülek, 2007, Plectrum. (vendégelőadó, költő, hangszerelő)
6. Szent Korona Kórus: A Szent Korona oltalma alatt. 10 éves a Szent Korona Kórus. CD, 2007, Publisher responsible: Szent Korona Kórus Társaság / Czibulya Márk (szakmai munkatárs)
7. Mordent Project. CD. Pozsony, 2018, Microgramma (Szólólemez: zeneszerző, szövegíró, hangszerelő, előadó)
8. Partita     Ceremonia. CD. Pozsony, 2023, Microgramma. (Zeneszerző, hangszerelő, előadó)
9. Nálunk     jó helyen vagy. A Mocsáry Lajos     Alapiskola dala. Fülek, 2025. (Zeneszerző, hangszerelő, előadó)

## Elismerések

### Elismerések
- 1997 emlékplakett Losonc város alapításának 750. évf. alkalmából
- 2006 emlékplakett Losonc várostól

### Ösztöndíjak
- 1991 Debrecen, Nyári Egyetem
- 2008 Balatonfüred, Magyar Fordítóház Alapítvány
- 2010 az Irodalmi Alap alkotói ösztöndíja
- 2013 az Irodalmi Alap alkotói ösztöndíja
- 2018 a Kisebbségi Kulturális Alap alkotói ösztöndíja

### Díjak
- Posonium Irodalmi Díj 2008-as Szülőföld-díja (a Perspektívaváltás a szlovákiai magyar irodalomban c. kötetért), Pozsony, 2009. június 9.
- Az Irodalmi Alap 2008-as Nívódíja („Prémia Literárneho fondu”, a Perspektívaváltás a szlovákiai magyar irodalomban c. kötetért), Pozsony, 2009. június
- Az Irodalmi Alap 2014-as Nívódíja („Prémia Literárneho fondu”, az Örökországi és más történetek c. kötetért), Pozsony, 2015. június 10.
- Az Irodalmi Alap 2015-ös Nívódíja („Prémia Literárneho fondu”, a Kultúraolvasás c. kötetért), Pozsony, 2016. június 14.
- Az Irodalmi Alap 2019-es Madách Imre-díja („Cena Imre Madácha Literárneho Fondu” a Belülről csupa vér c. kötetért) Pozsony, 2020. június 23.